# Santa Eulàlia del Castell de Bielsa
Santa Eulàlia del Castell de Bielsa és una capella particular del Castell de Bielsa, en el poble de Malmercat, pertanyent al terme municipal de Soriguera, a la comarca del Pallars Sobirà. Formava part del seu terme primigeni. Està situada al sector nord-est del poble.
És una petita capella de planta rectangular amb porta situada als peus de la nau, a l'est, d'arc de mig punt i damunt d'aquesta una petita rosassa, La coberta és d'un vessant de llicorella. L'aparell dels murs és tosc, de mida reduïda i de forma irregular, torbant-se parcialment recobert per un arrebossat.